# 凱喬娃清真寺
凱喬娃清真寺（阿拉伯语：‎, Djamaa Ketchaoua）是阿爾及利亞首都阿爾及爾的一座清真寺。它建於17世紀奥斯曼帝國統治時期，位於被聯合國教科文組織列為世界遺產的阿爾及爾古堡腳下，為獨特的摩爾和拜占庭式建築。
這座清真寺最初建於1612 年。後來在1845年法國統治期間被改建為聖菲利普大教堂，直到1962年。舊清真寺在1845年至1860年間被拆除，並建造了一座新教堂。1962年阿爾及利亞獨立後，再度改建為清真寺。儘管在過去四個世紀中，該建築一直在兩種不同的宗教中轉變，但清真寺仍保留了其原有的宏偉壯觀，被視為阿爾及爾的主要景點之一。

## 圖集

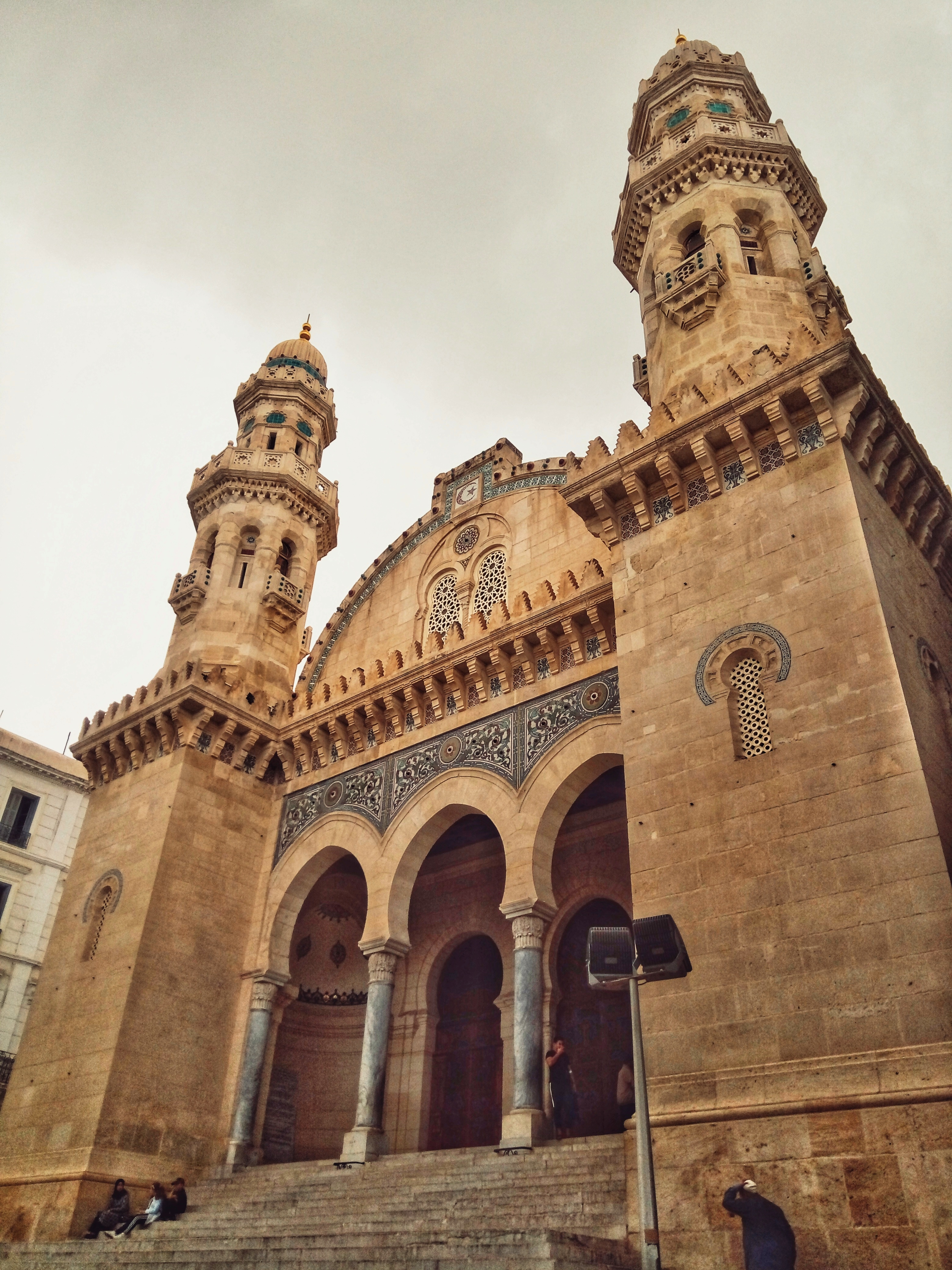
清真寺外觀
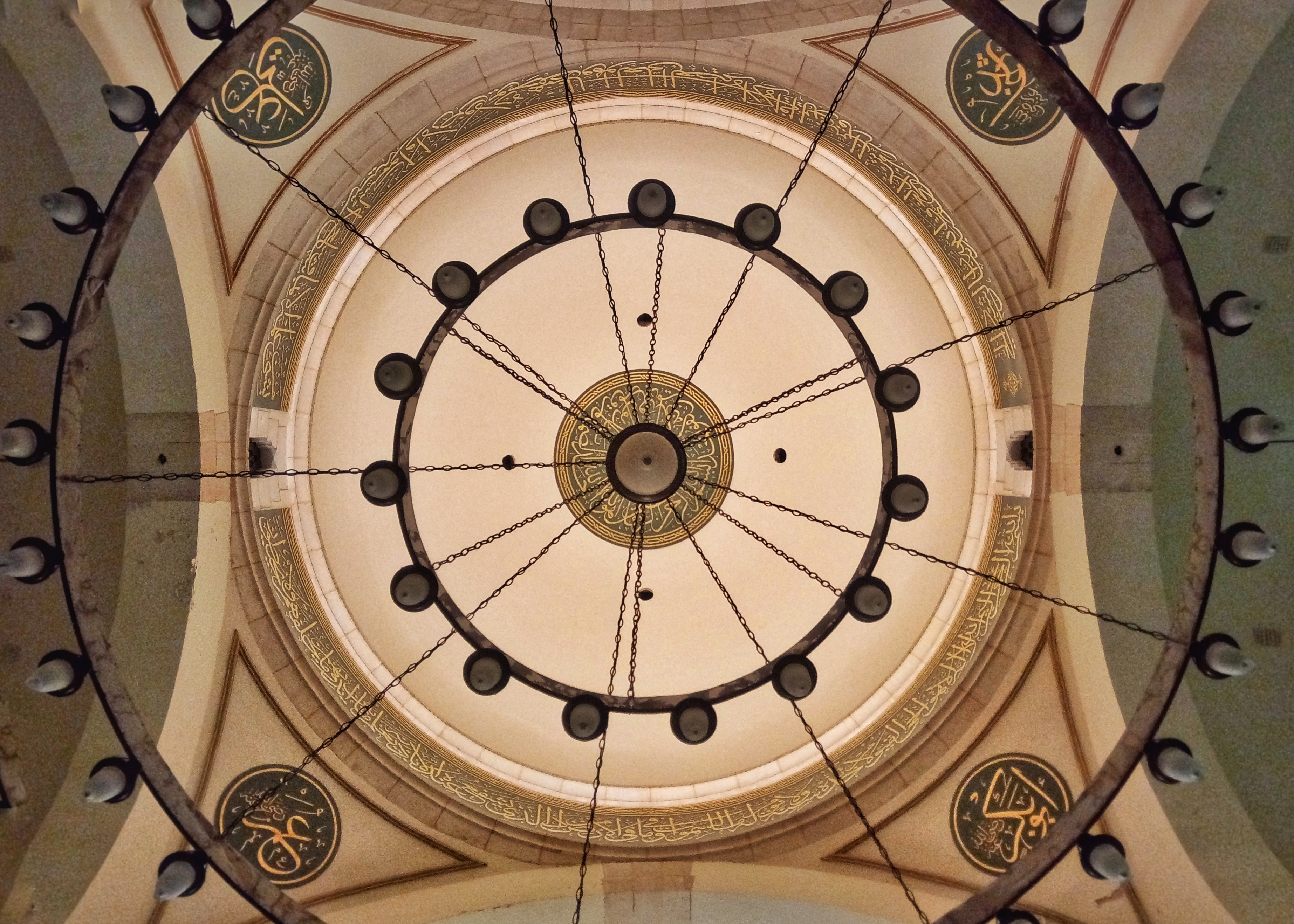
清真寺圓頂內部向下視圖
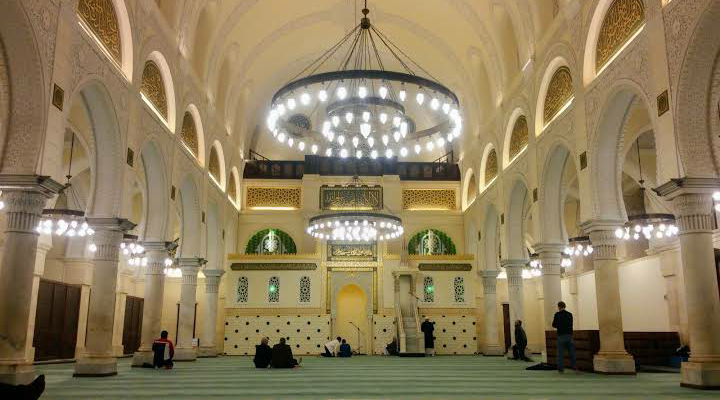
清真寺內部
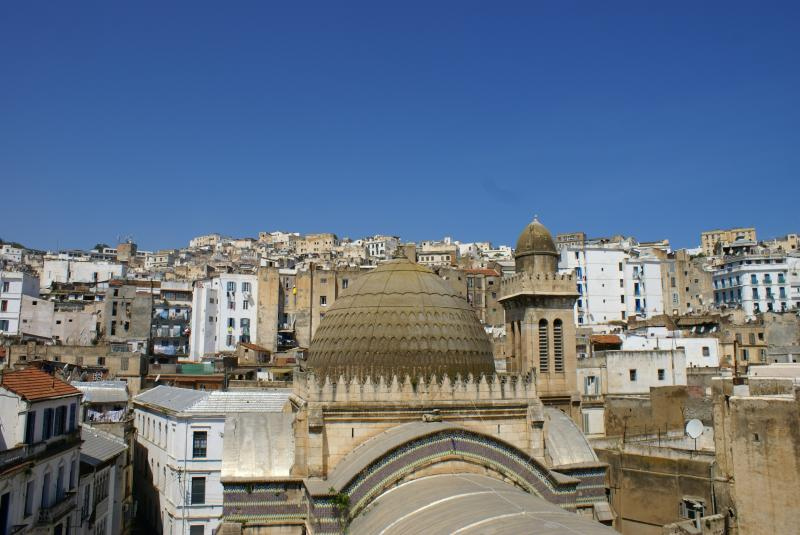
清真寺的圓頂
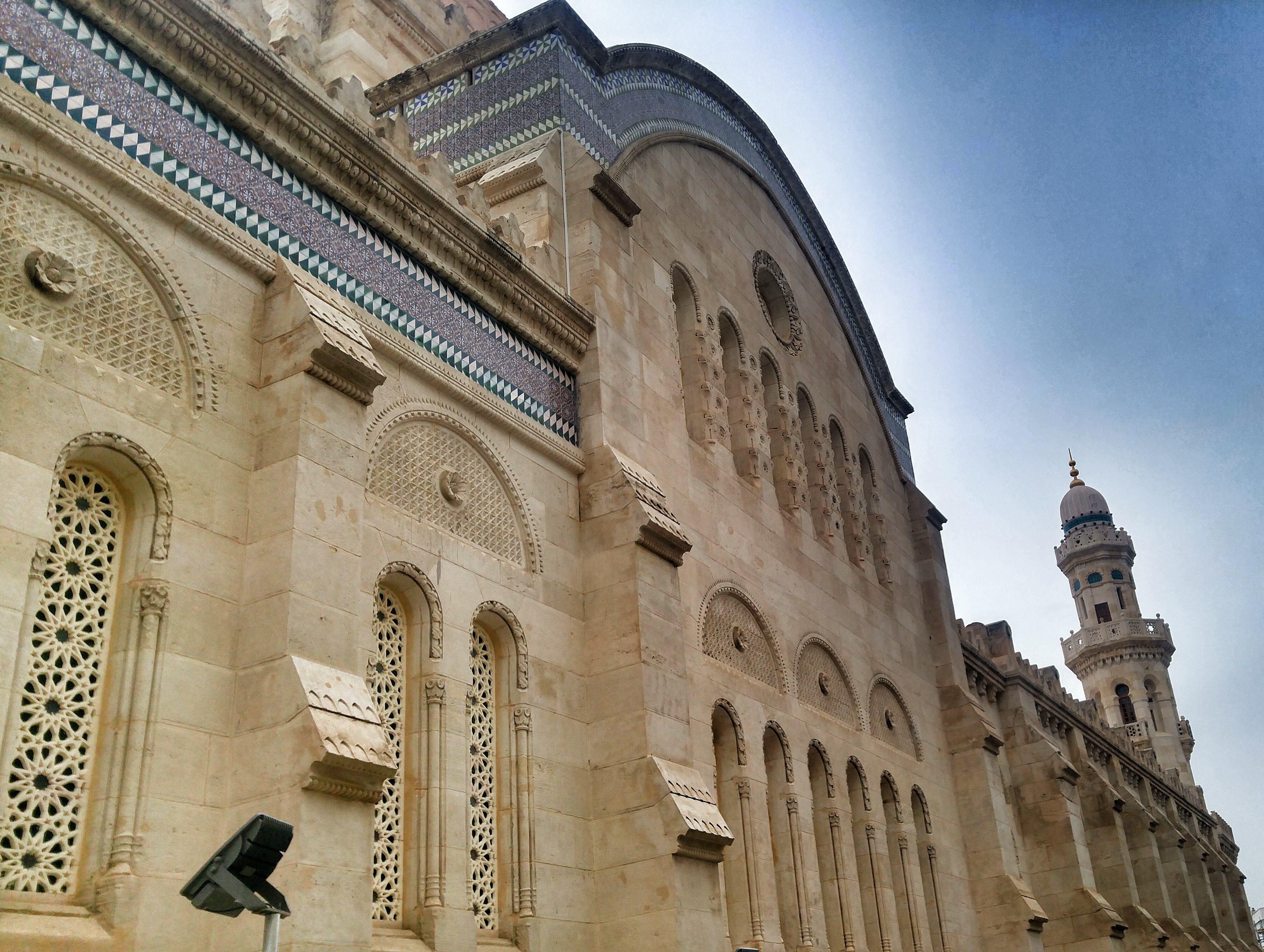
清真寺側牆
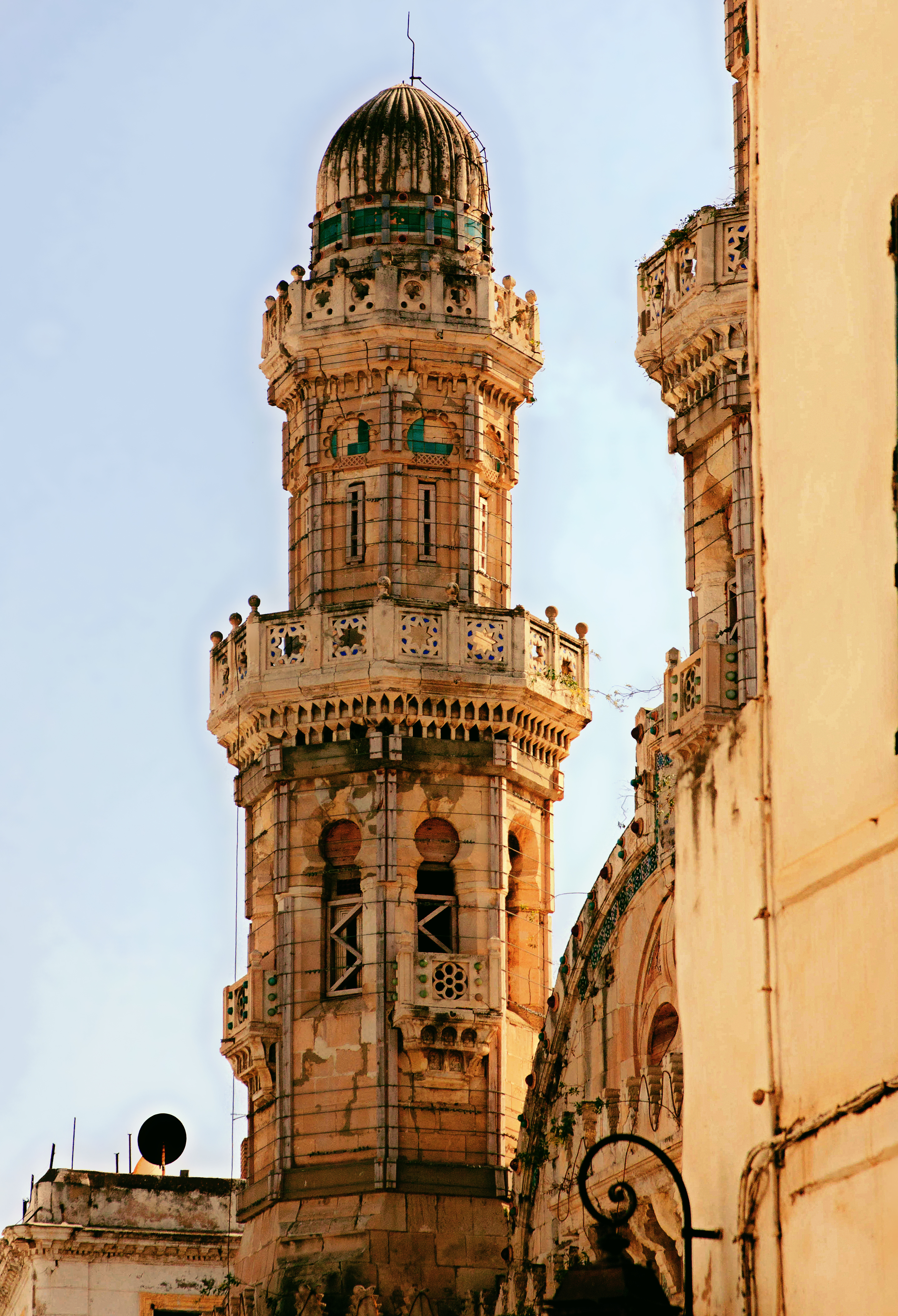
清真寺的尖塔